# Maslinjak (Tisno)
Maslinjak je nenaseljeni otočić na južnom kraju Murterskog kanala, udaljen oko 650 m od obale (između Tisnog i Tribunja), te oko 900 m od Murtera.
Površina otoka je 41.914 m2, duljina obalne crte 754 m, a visina 37 metara.